# Bundesstraße 421
De Bundesstraße 421 (afkorting: B 421) is een bundesstraße in de Duitse deelstaten Noordrijn-Westfalen en Rijnland-Palts.
De weg begint in Hellenthal en loopt via Stadtkyll, Hillesheim en Kirchberg naar Simmertal. De weg is 145 kilometer lang

## Routebeschrijving
De B421 begint in de deelgemeente Losheim van Hellenthal op een kruising met de B265. De weg loopt oostwaarts kruist op afrit Stadtkyll-Nord de B50 en loopt verder zuidoostwaarts door Stadtkyll, Lissendorf, Hillesheim naar afrit Kelberg waar hij aansluit op de A1.
Vervanging
Tussen afrit Kelberg en afrit Mehren is de B421 vervangen door de A1.
Voortzetting
Vanaf afrit Mehren (A1) loopt de weg zuidoostwaarts door Strotzbusch naar Kinderbeuern waar ze aansluit op de B49. Tussen Kinderbeuern en Alf lopen de B49/B421 samen. Op een kruising in Alf met de B53 splitsen ze en loopt de B421 samen met de B53 naar Zell waar ze na het kruisen van de Mosel splitsen. De B421 loopt nu verder naar het oosten en komt door Kappel waar de B327 aansluit, samen lopen de B327/B421 naar afrit Kirchberg  waar de B327 aansluit op de B50.De B421 kruist de B50 en loopt door Kirchberg en Gemünden naar het zuiden van Simmertal waar ze eindigt op een kruising met de B41.

## Geschiedenis
Er is geen aanleggeschiedenis van de B421 bekend.

## Verkeersintensiteiten
In 2010 reden dagelijks 2.000 tot 4.000 voertuigen over grote delen van de B421, waarbij alleen in sommige grotere dorpen wat hogere intensiteiten worden geregistreerd.

## Weblinks
B1 · B3 · B7 · B8 · B9 · B10 · B26 · B27 · B35 · B37 · B38 · B39 · B40 · B41 · B42 · B43 · B43a · B44 · B45 · B47 · B48 · B49 · B50 · B51 · B52 · B53 · B54 · B55 · B55a · B56 · B56n · B57 · B58 · B59 · B61 · B62 · B63 · B64 · B65 · B66 · B66n · B67 · B68 · B70 · B80 · B83 · B84 · B219 · B220 · B221 · B223 · B224 · B225 · B226 · B227 · B228 · B229 · B230 · B231 · B233 · B234 · B235 · B236 · B237 · B238 · B239 · B241 · B249 · B250 · B251 · B252 · B253 · B254 · B255 · B256 · B257 · B258 · B259 · B260 · B261 · B262 · B263 · B264 · B265 · B266 · B267 · B268 · B269 · B270 · B271 · B272 · B274 · B275 · B277a · B278 · B279 · B284 · B288 · B323 · B324 · B326 · B327 · B399 · B400 · B403 · B405 · B406 · B407 · B409 · B410 · B411 · B412 · B413 · B414 · B416 · B417 · B418 · B419 · B420 · B421 · B422 · B423 · B424 · B426 · B427 · B428 · B429 · B448 · B449 · B450 · B451 · B452 · B453 · B454 · B455 · B456 · B457 · B458 · B459 · B460 · B469 · B473 · B474 · B475 · B476 · B477 · B478 · B479 · B480 · B481 · B482 · B483 · B484 · B485 · B486 · B487 · B488 · B489 · B499 · B504 · B506 · B507 · B508 · B509 · B510 · B511 · B513 · B514 · B515 · B516 · B517 · B519 · B520 · B521 · B525 · B528 · B611